# Олексій I (князь Феодоро)
Олексій I або Олексій I Готський (? - †1434) — князь держави Феодоро в Криму в 1411-1434 роках з династії Гаврасів. Почав територіальну експансію, що призвело до воєн з генуезькою колонією Кафа в Криму. Війни, що велися в період 1422-1424 і знову з 1433 року, проходили зі змінним успіхом. Завершилися без значних територіальних придбань і втрат для обох сторін.

## Життєпис
Він був сином ауфента (володаря) Феодоро Степана І. Був одним із визначних правителів в історії держави Феодоро. Завершив відбудову зруйнованої ордами країни, ставвав все більш незалежним від Золотої Орди, особливо після смерті Едігея 1419 року. Разом з тим скористався голодом в капітанстві Готії, зумів у 1420 році провести вдалі перемовини з її консулом Манфредо Саулі, але з 1421 року Олексій I, після влаштування шлюбу доньки з спадкоємцем Трапезундської імперії, обирає антигенуезьку політику. Також починає налагоджувати відносини з Венецією.
У 1422 р. між Феодоро і Кафою почалася війна. Феодорити атакували міста і поселення, що перебували під контролем генуезців: Луста (Алушта), Горзувіти (Гурзуф), Партеніт. Протягом 1422 р. князь спочатку зміцнив фортецю Фуна, потім укріплення на території сучасного Міллярі, на скелі Гелін-Кая, Учансу-Ісар — у верхів'ях річки Учан-Су, а наприкінці того ж року почав зведення фортеці Каламіту. Останню генуезці на весні 1423 року атакували з 3 галеотами, але невдало. У жовтні 1423 року Олексій I захопив Чембало, але генуезці на чолі із П'єтро Джованні Майнеріо відвоювали порт і фортецю.
Олексію потрібні були союзники, яких він і отримав в цей період в особі імператора Трапезунда Іоанна IV Великого Комніна і пізніше хана Хаджи Ґерая. Правлячі династії Феодоро і Трапезунда породичалися між собою. 1424 р. було укладено мир, за яким Каламіта була збережена за Феодоро, внаслідок чого Олексій I отримав порт на Чорному морі, який не контролювався Генуеєю. Опинившись в близькоспорідненому зв'язку з константинопольськими Палеологами і трапезундськими Комнінами, готський князь прийняв герб імператорського дому Палеологів — двоголового орла, і став іменувати себе «володарем Феодоро і Параталасії (гр. αυθέντου πόλεως Θεοδώρους και παραθαλασσίας)».
У 1425 р. старший син князя Олексія I Іоанн одружився з Марією Палеологинею Асанинею Цамблаконинею. У 1425—1427 роках князь займався зведенням потужною оборонної стіни навколо Мангупу, цитаделі, палацу та придворної церкви. Політичне і економічне піднесення Феодоро відбилося у пишній титулатурі Олексія I, якого стали називати «сонцем Готії» та «стовпом Газарії», а італійці саме князівство також йменували «графством Алекси».
Але у 1427 році внаслідок потужного землетрусу з епіцентром в Ялті багато міст та ісарів (фортець) зазнали суттєвих пошкоджень, які Олексій I вимушен в наступні роки відновлювати.
У 1433 р. Олексій I знову захопив Чембало. В результаті військових дій Чембало з усією територією цього консульства — від селищ Кайту і Ласпі на сході до маяка на мисі Херсонес на заході — перейшли до Феодоро.
4 червня 1434 р. генуезька ескадра 20 галер з 6-тисячним загіном під командуванням «золотого лицаря» Карло Ломелліно підійшла до Балаклавської бухти. 10 червня 1434 р. фортеця Чембало була взята. Через кілька днів генуезцями була захоплена приморська фортеця Каламіта. Після здобутих перемог Карло Ломелліно попрямував до Каффи не морем, а по суші — вздовж південного берега Криму, грабуючи поселення, руйнуючи замки та укріплення місцевих феодалів і приводячи до послуху тих, хто намагався чинити опір. Проте 22 червня 1434 р. генуезької військо було вщент розбите у Солхатській битві біля містечка Кастадзона військами Хаджі Ґерая і його союзниками феодоритами.
Невдовзі помирає Олексій I й влада переходить до його сина Олексія II.
Його синами були такі правителі Теодоро: Олексій II (1434–1444), Іван (1444–1460) та Ісак (1471–1474).
Його дочкою була: Марія Готська, дружина останнього Трапезундського імператора Давида II Великого Комніна (1458-1461).